# Boltisjkrater

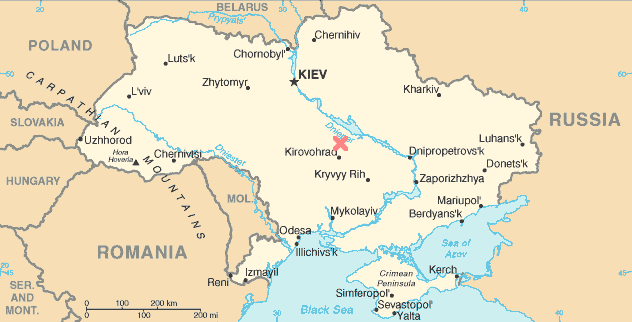
Plaats van de Boltisjkrater

De Boltisjkrater is een inslagkrater in de Oblast Kirovohrad van Oekraïne. De krater meet 24 km in doorsnede en heeft een ouderdom van 65,17 ± 0,64 miljoen jaar volgens datering met argon.